# Михайлова Гора (Бежецький район)
Михайлова Гора (рос. Михайлова Гора) — присілок в Бежецькому районі Тверської області Російської Федерації.
Населення становить 150 осіб. Входить до складу муніципального утворення Шишковське сільське поселення.

## Історія
Від 2005 року входить до складу муніципального утворення Шишковське сільське поселення.

## Населення
| 2008 | 2010 |
| ---- | ---- |
| 202  | ↘150 |